# Blauwputgang

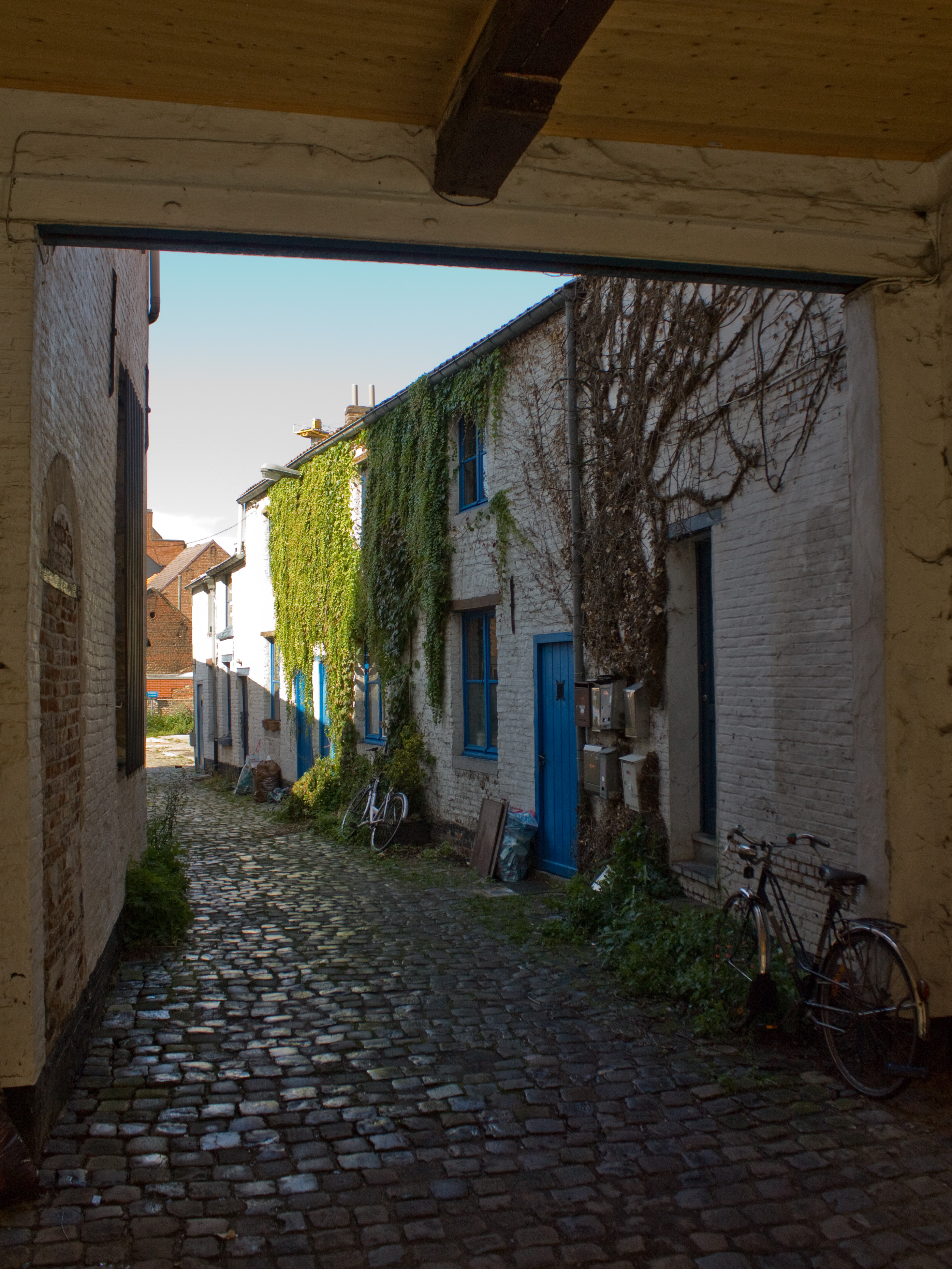

De Blauwputgang is een geheel van arbeiderswoningen in een doodlopende straat van Leuven.
In de 19e eeuw liet de Leuvenaar Guillelmus Stroobants een doodlopend steegje aanleggen dwars door zijn woning in de Diestsestraat. Er kwamen een 11-tal arbeiderswoningen in het steegje. De woning fungeert nu nog als toegangspoort tot de Blauwputgang als zijstraat van de Diestsestraat. Het steegje draagt de naam van Blauwput, een nabijgelegen wijk in Kessel-Lo, zonder verdere relatie met deze wijk. Het gehele steegje is beschermd als stadsgezicht sinds 1989.